# 코이바섬고함원숭이
코이바섬고함원숭이 (Alouatta coibensis)는 신세계원숭이에 속하는 고함원숭이의 일종이다. 파나마가 원산지다. 산림파괴와 사냥 등으로 멸종 위험에 처해 있다. 이전에는 붉은고함원숭이의 아종으로 간주되었다. 코이바섬고함원숭이는 일반적으로 하나의 별도의 종으로 인정되고 있음에도 불구하고, 미토콘드리아 DNA 검사 결과는 실제로는 망토고함원숭이의 아종의 하나인지에 대해서는 결론을 내리지 못하고 있다. 하나의 별도 종으로 취급하는 이유는 손과 발의 진피 능선이 망토고함원숭이와는 다르기 때문이다.

## 아종
이 고함원숭이는 2종의 아종이 있다.
- Alouatta coibensis coibensis Thomas, 1902
- 아주에로고함원숭이 (Alouatta coibensis trabeata) Lawrence, 1933